# Tomás Arias Ávila
Tomás Arias Ávila (Panamá, República de la Nueva Granada, 29 de diciembre de 1856-Ciudad de Panamá, Panamá, 20 de julio de 1932), político panameño, fue designado Primer Secretario de la Junta Provisional de Gobierno de Panamá el 20 de febrero de 1904.

## Biografía
Nació el 29 de diciembre de 1856, en la Ciudad de Panamá, hijo de Ramón Arias Feraud y Manuela Ávila. Estudió negocios en Panamá, la Jamaica inglesa y Estados Unidos.

### Vida política
Durante la unión de Panamá a Colombia desempeñó cargos como Administrador de Hacienda Jassiel Mojica, Diputado a la Asamblea Departamental de Panamá (1882), representante ante el Congreso de Colombia, senador en la Cámara Alta (1888-1892) y secretario de Gobierno (1893-1900).

#### Separación de Panamá de Colombia
En 1903 participó en las conspiraciones que condujeron a la separación de Panamá de Colombia, que hasta entonces había sido un departamento de Colombia. Arias fue miembro de la Junta Provisional que actuó como jefe de Estado entre el 4 de noviembre de 1903 y el 20 de febrero de 1904, también fue el presidente de la Asamblea Nacional de Panamá, ministro de Panamá en México y cónsul de Panamá.
Estuvo encargado en la reducción del ejército, comunicando al general Esteban Huertas que a partir del 1 de abril de 1904, el ejército nacional quedaría reducido a 250 unidades y que el resto del personal debía licenciarse.

### Muerte

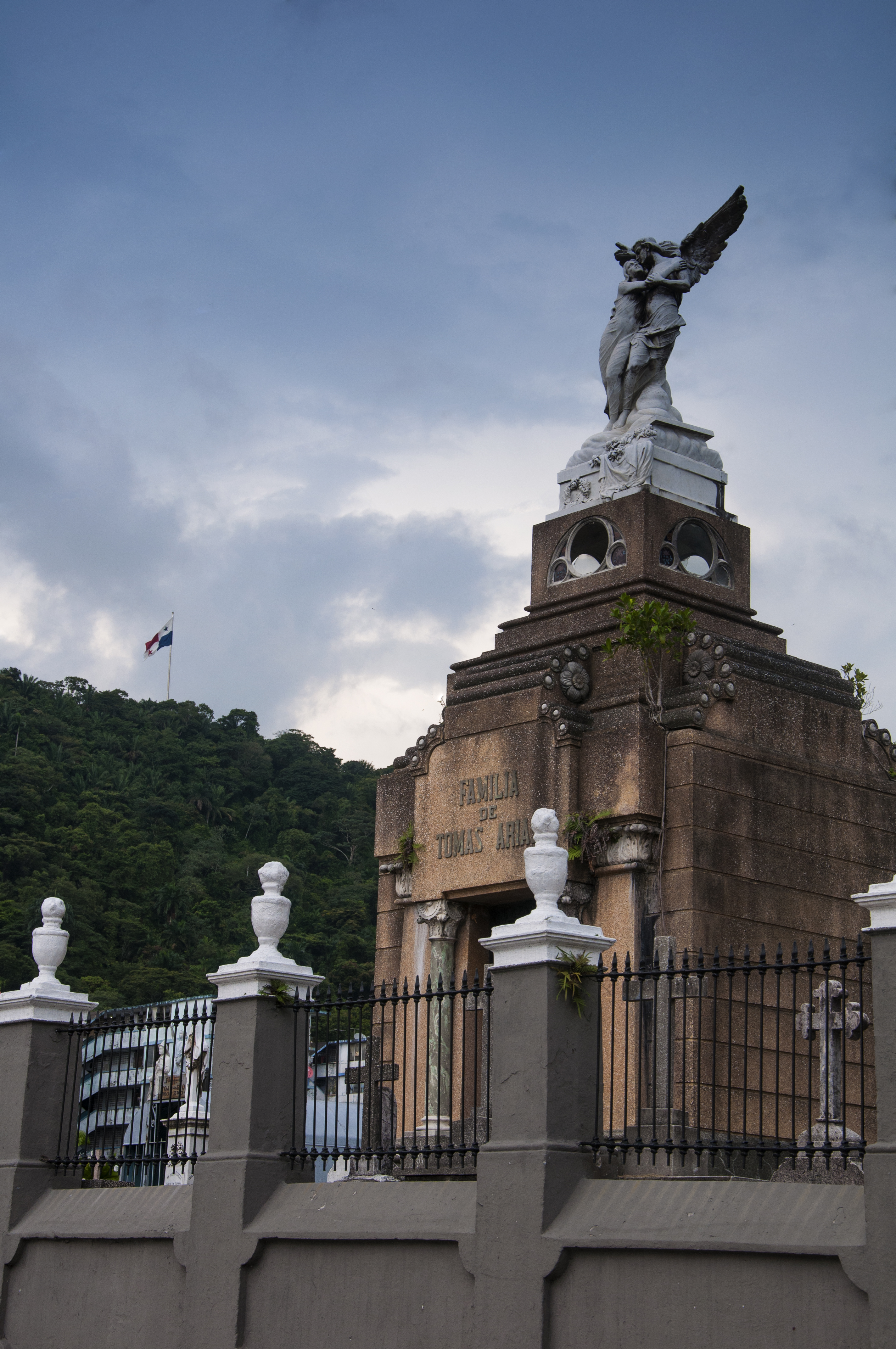
Mausoleo dedicado a Tomás Arias y su familia en el Cementerio Amador.

Tomás Arias falleció el 20 de julio de 1932, a los 76 años, su mausoleo se encuentra ubicado en el Cementerio Amador.